# Huarpea andina
Huarpea  es un género monotípico de plantas con flores en la familia de las Asteraceae. Su única especie, Huarpea andina, es originaria de Sudamérica donde se distribuye por Argentina.

## Taxonomía
Huarpea andina fue descrita por  Ángel Lulio Cabrera y publicado en Boletín de la Sociedad Argentina de Botánica 4: 129, f. 1. 1951.